# Charles A. Gilman
Charles Andrew Gilman (* 9. Februar 1833 in Gilmanton, Belknap County, New Hampshire; † 7. Juni 1927 in St. Cloud, Minnesota) war ein US-amerikanischer Politiker. Zwischen 1880 und 1887 war er Vizegouverneur des Bundesstaates Minnesota.

## Werdegang
Charles Gilman besuchte die öffentlichen Schulen seiner Heimat. Später war er noch in New Hampshire als Highway Surveyor bei der Straßenbaubehörde tätig. Seit 1854 lebte er zunächst in Sauk Rapids (Minnesota) und ab 1861 in St. Cloud. Er arbeitete erst in der Holzbranche und dann als Farmer. Nach einem Jurastudium und seiner um das Jahr 1875 erfolgten Zulassung als Rechtsanwalt begann er in diesem Beruf zu praktizieren. Politisch schloss er sich der Republikanischen Partei an. In Minnesota bekleidete er auf Bezirksebene einige lokale Ämter. Ab 1861 arbeitete er für die Bundeskatasterbehörde in St. Cloud. In den Jahren 1868 und 1869 saß Gilman im Senat von Minnesota; von 1875 bis 1879 sowie nochmals zwischen 1915 und 1916 war er Abgeordneter im Repräsentantenhaus dieses Staates. Während seiner ersten Amtszeit war er dort als Nachfolger von John L. Gibbs der Speaker der Kammer.
1879 wurde Gilman an der Seite von John Sargent Pillsbury zum Vizegouverneur von Minnesota gewählt. Dieses Amt hatte er zwischen 1880 und 1887 inne. Dabei war er Stellvertreter des Gouverneurs und Vorsitzender des Staatssenats. Seit 1882 diente er unter dem neuen Gouverneur Lucius Frederick Hubbard. Zwischen 1894 und 1899 bekleidete er das Amt des State Librarian von Minnesota. Er starb am 7. Juni 1927 in St. Cloud.